# Șerban Iliescu
Șerban Iliescu (martie 1956 – 18 martie 2016) a fost un lingvist și jurnalist român, cunoscut ca realizator al rubricilor „Ghidul radiofonic de exprimare corectă” și „Minutul de limba română” transmise pe Radio România Actualități.
În 1981, Șerban Iliescu a absolvit Facultatea de Limbi și Literaturi Străine, secția engleză-franceză, din cadrul Universității din București. Înainte de a lucra în domeniul radiofonic, a fost profesor de franceză și translator. În 1990, a devenit unul dintre primii angajați ai postului Radio România de după revoluția din 1989, fiind întâi prezentator de știri și, începând cu 1993, realizator al rubricilor „Ghidul radiofonic de exprimare corecta” și „Minutul de limba română”, care au fost difuzate timp de douăzeci și trei de ani în fiecare zi lucrătoare a săptămânii.
În 2003, Șerban Iliescu a fost premiat de Consiliul Național al Audiovizualului pentru activitatea sa de cultivare a limbii române.